# Sua Altezza ha detto: no!
Sua Altezza ha detto: no! è un film del 1954 diretto da Maria Basaglia.

## Trama
Il giovane Giorgio è un rivoluzionario, figlio di Luigi, famoso impresario teatrale. Il ragazzo è convinto che riuscirà a fare carriera e propone al padre di organizzare una rassegna di spettacoli che hanno lo stesso tema delle antiche operette, ma con un tocco di novità di quegli anni. Il padre, credendolo fuori di testa, dice subito di no. Allora Giorgio per convincerlo finge di avere subito un grave incidente e di aver perduto la memoria. Il trucco funziona alla grande perché Giorgio continua il suo scherzo facendo finta di credersi un famoso regista teatrale ingaggiato dal padre per allestire uno spettacolo. E il padre acconsente pensando alla sua salute.
Finalmente arriva la grande serata e inizia lo spettacolo: si tratta di una storia d'amore fra due giovani di fazioni opposte, che verrà ripagato solo dallo scontro dei due popoli. Dopo alcuni contrattempi e imprevisti durante lo spettacolo, il successo sarà clamoroso.